# Leoš Nebor
Leoš Nebor (13. února 1930, Praha – 16. prosince 1992, Praha) byl český fotograf.

## Život a tvorba
Začal fotografovat v roce 1945. V letech 1953–1958 byl fotografem ČTK. Roku 1959 spoluzakládal časopis Mladý svět, kde jako fotograf a vedoucí fotooddělení působil do roku 1968. Poté byl fotografem a zástupcem šéfredaktora časopisu Svět v obrazech, odkud byl přinucen odejít v roce 1969. Aby se uživil, dělal fotodokumentaci stavby plynovodu. Také se věnoval vlastní tvorbě – fotografoval Prahu, zejména Malou Stranu, portréty, podařilo se mu připravit tři knihy pro zahraničí. V Čechách vystavoval až v roce 1989 na výstavě Československé fotografie v Mánesu ke 150. výročí fotografie. Teprve po listopadu 1989 se mohl vrátit k fotoreportáži – fotografoval pro týdeník MY.

## Publikace (výběr)
- KNOWLTON, Marylee; NEBOR, Leos. Czechoslovakia. Milwaukee, Wis., USA: Gareth Stevens Pub, 1988. ISBN 1-55532-216-6. (anglicky)
- NEBOR, Leoš; ROHAN, Bedrich. Prag. Luzern, Švýcarsko: Reich, 1993. ISBN 3724302975. (německy)
- Fotografie – Leoš Nebor. Praha: Ivo Železný, 1996. ISBN 80-237-2842-3.